# Bathernay
Bathernay település Franciaországban, Drôme megyében. Lakosainak száma 223 fő (2022. január 1.). Bathernay Charmes-sur-l’Herbasse, Montchenu, Ratières, Saint-Avit és Tersanne községekkel határos.

## Népesség
A település népességének változása:
| Lakosok száma | 165  | 154  | 191  | 232  | 254  | 247  | 254  | 235  | 227  | 223  |
|               | 1968 | 1982 | 1990 | 2006 | 2013 | 2015 | 2017 | 2019 | 2020 | 2022 |